# Dakotaraptor steini
Dakotaraptor steini ("Ladrón de Dakota de Walter W. Stein") es la única especie conocida del género extinto Dakotaraptor de dinosaurio terópodo dromeosáurido, que vivió a finales del período Cretácico, entre aproximadamente 68 a 66 millones de años, durante el Maastrichtiense, en lo que hoy es Norteamérica. Los primeros fósiles de Dakotaraptor fueron hallados en Dakota del Sur, Estados Unidos en 2005. En 2015, se nombró al género Dakotaraptor, que significa "ladrón de Dakota", en la descripción de su especie tipo Dakotaraptor steini. Los fósiles incluyen un esqueleto incompleto sin cráneo y algunos huesos individuales. Estos fueron hallados en la Formación Hell Creek  de la época del Maastrichtiense, datada del final del período Cretácico, lo que convierte a Dakotaraptor en uno de los últimos dromeosáuridos conocidos.
Dakotaraptor medía entre cinco a seis metros de longitud, lo cual lo convierte en uno de los mayores dromeosáuridos conocidos junto con el norteamericano Utahraptor, el suramericano Austroraptor, y el asiático Achillobator. Tenía brazos largos. Uno de los huesos del antebrazo muestra protuberancias para las plumas, lo que confirma que Dakotaraptor estaba emplumado. Poseía patas largas con una garra muy desarrollada en el segundo dedo del pie. La garra podría ser usada para matar a dinosaurios herbívoros relativamente grandes. Dakotaraptor vivió en la misma época y lugar que Tyrannosaurus rex.

## Descripción

### Tamaño

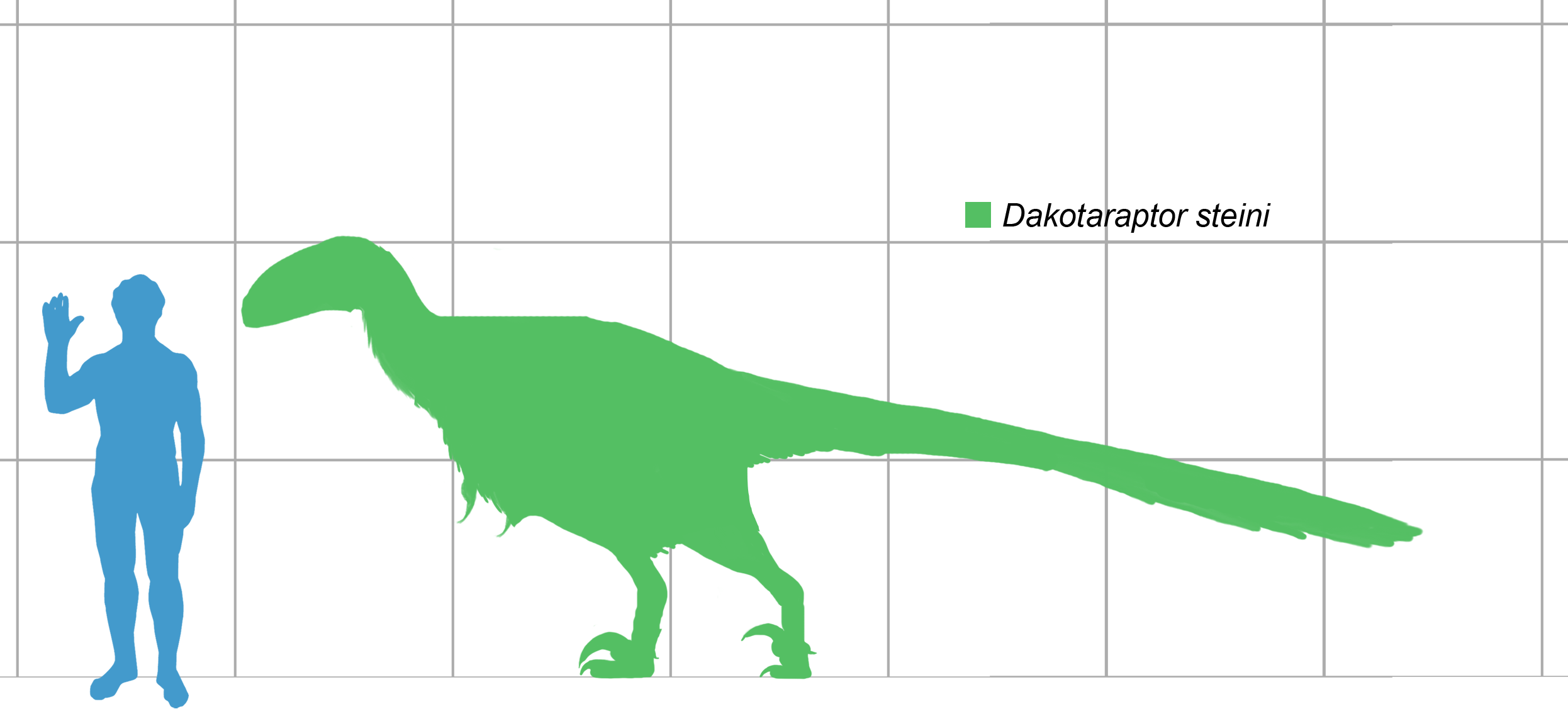
Tamaño comparado con el de un humano.

Dakotaraptor es excepcionalmente grande para un dromeosáurido; se estima que la longitud de un adulto sería de 5.5 metros. Esto se aproxima al tamaño del mayor dromeosáurido conocido, Utahraptor. Sin embargo, Dakotaraptor no posee las proporciones y adaptaciones de Utahraptor, asemejándose más a dromeosáuridos más pequeños como Deinonychus.

### Rasgos distintivos
Aparte de su gran tamaño, la descripción de 2015 indicó una serie de rasgos distintivos adicionales. En la cuarta garra del pie, la protuberancia que servía como sujeción para el tendón del músculo flexor es de tamaño reducido. El "surco de sangre" en la cara externa de la cuarta garra del pie queda totalmente cerrado en cerca de la mitad de su longitud, formando una estructura ósea tubular. La segunda y tercera garras del pie tienen quillas afiladas en sus zonas inferiores. La segunda garra del pie, la "garra asesina", tiene una longitud equivalente al 29% de la longitud del fémur. En la tibia, la crista fibularis, la cresta que hace contacto con el peroné, es larga y de constitución ligera con una altura que no excede el 9% de la longitud de la cresta. El borde superior de esta cresta termina en un gancho. En el segundo metacarpiano, de los dos cóndilos que hacen contacto con el dedo, el interior es casi tan grande como el externo. El lado externo del segundo metacarpiano tiene un surco poco profundo para el ligamento que lo conecta con el tercer metacarpiano. Cuando el brazo es visto en una posición lateral, en el segundo metacarpiano el borde entre la articulación de la muñeca y el eje superior es recto al verse desde arriba. Los dientes tienen de quince a veinte dentículos por cada cinco milímetros en los bordes posteriores y de veinte a veintisiete dentículos en los bordes frontales.

### Esqueleto

#### Columna vertebral
Las vértebras de la espalda estaban sumamente neumatizadas, llenas de hueso trabecular que tiene muchos espacios con aire. En las vértebras de la mitad de la cola los procesos frontales de las articulaciones, conocidos como prezigapófisis, son extremadamente alargados con una longitud completa estimada de setenta centimetres, extendiéndose por cerca de diez vértebras. Esto hacía rígida la cola.

#### Miembros anteriores
Como ocurre virtualmente en todos los terópodos, Dakotaraptor poseía una fúrcula, o “hueso de la suerte”, como parte de su cintura escapular. Las fúrculas de los terópodos son muy variadas y con frecuencia varían de la forma en U que muchas aves modernas tienen. Dakotaraptor tendría una fúrcula con una forma entre la de una U a V, similar a la de muchos otros dromeosáuridos como Velociraptor, e incluso el gran terópodo espinosáurido Suchomimus. En 2015, un estudio realizado por Victoria Megan Arbour y colaboradores se afirmó que las presuntas fúrculas de Dakotaraptor de hecho representaban parte de un caparazón de tortuga, más específicamente el entoplastrón de Axestemys splendida, un miembro de la familia Trionychidae. En 2016, DePalma et al. reconoció que ninguna de las fúrculas referidas en realidad pertenecía a Dakotaraptor, y las excluyó del material referido.
Al ala de Dakotaraptor le fue dada mucha atención en el artículo de descripción. Aquí, “ala” se usa meramente como un término anatómico descriptivo y no relacionado con su funcionalidad, dado que Dakotaraptor no volaba. Esto es similar al uso del término “ala” para los mismos apéndices en avestruces, emúes y otras aves no voladoras, expresa que el brazo estaba equipado con plumas largas. Muchos de los huesos del ala fueron recuperados, húmero, radio, ulna, dos de los tres huesos metacarpianos de la muñeca, y partes de los dígitos, por lo que el ala está bastante completa. El húmero, el hueso superior del brazo, es relativamente largo y delgado, y algo curvado hacia adentro. La característica anatómica más notable es la fila de protuberancias a lo largo de una cresta en el borde inferior de la ulna, uno de los huesos del antebrazo. Estas son conocidas como papilas ulnares. En las aves y algunos otros dinosaurios terópodos, estas protuberancias son puntos de sujeción reforzados para las rémiges, o plumas de vuelo. Cuando las papilas están presentes, se considera como una fuerte indicación de que el animal tenía rémiges largas en sus alas. Dado que las papilas ulnares son raras en el registro fósil, los paleontólogos suelen servirse del soporte filogenético para determinar si es probable que una especie tuviera alas con plumas, si un pariente situado en una rama "alta" del árbol evolutivo tenía plumas, y otro en una rama "baja" también las tenía, entonces la especie situada en la posición intermedia probablemente las tuvo. Las papilas ulnares de Dakotaraptor muestran inequívocamente que el animal tenía plumas prominentes en el ala, lo que lo convierte en el mayor dromeosáurido con presencia confirmada de este tipo de plumaje. Las papilas ulnares de Dakotaraptor tienen un diámetro de entre ocho a diez milímetros, lo que indica que esas plumas eran bastante grandes. Se estima que el conjunto completo podría incluir a quince de estas papilas ulnares. La ulna mide treinta y seis centímetros de largo y el otro hueso del antebrazo, el radio, mide treinta y dos centímetros. Los huesos de la mano tienen articulaciones que les permitirían poca movilidad. La envergadura de Dakotaraptor se estimó en 120 centímetros, sin tomar en cuenta las posibles rémiges primarias que serían más largas que la mano.
El segundo metacarpiano de los metacarpos de la mano, el hueso al que se sujetaban las rémiges primarias, también tenía una lámina ósea aplanada en su superficie dorsal. La lámina era un buen sitio para que las plumas primarias se extendieran a lo largo de su posición en vida.

#### Miembros posteriores
En general, los miembros posteriores eran de constitución ligera y con elementos óseos largos, al contrario de las robustas extremidades de Utahraptor. Dakotaraptor se parece más a los dromeosáuridos ágiles y más pequeños y puede haber estado bien equipado para la carrera y perseguir a sus presas. El fémur tiene una longitud de 558 milímetros. Es relativamente más corto y grácil que el de Utahraptor. Por otro lado, la tibia es muy alargada. La tibia del holotipo tiene una longitud de 678 milímetros, siendo la de mayor tamaño entre los dromeosáuridos. Es 22% más larga que el fémur, indicando una buena capacidad corredora. La cresta cnemial de la tibia tiene una esquina afilada apuntando al frente. Su cresta fibular termina en un proceso en forma de gancho apuntando hacia 
arriba, una condición única entre todos los Theropoda. El astrágalo y el calcáneo, los huesos superiores del tobillo, están fusionados como en Bambiraptor. La parte superior del calcáneo tiene solo una pequeña faceta de contacto para la fíbula, lo que indica que esta debió de haber tenido un extremo inferior muy estrecho.

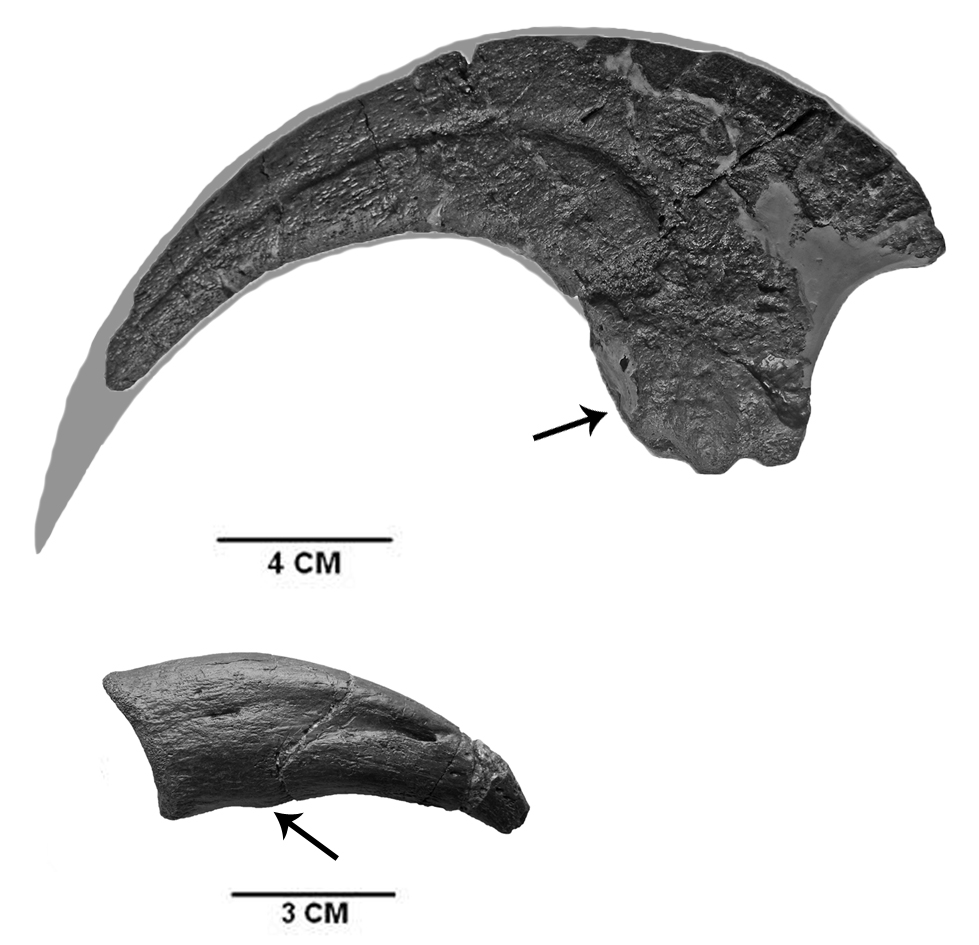
Las garras del pie del holotipo de Dakotaraptor, mostrando los tubérculos flexores para la sujeción de los músculos.

El metatarso tiene una longitud estimada de veinticinco centímetros, lo que lo hace largo en relación con el resto de la extremidad.
Las garras del pie de Dakotaraptor incluyen la típica segunda garra alargada de los dromeosáuridos, o "garra asesina", la cual era usada para restringir o matar a sus presas. Es grande y robusta con un diámetro de dieciséis centímetros y una longitud de veinticuatro centímetros midiendo a lo largo de su borde externo. Esto equivale al 29% de la longitud del fémur, por comparación en Deinonychus esta proporción llegaba al 23%. La garra está aplanada transversalmente y tiene una sección transversal en forma de gota. El tubérculo flexor, una gran protuberancia cerca de la base, servía como punto de sujeción de los músculos flexores - y entre mayor fuera su tamaño, mayor sería la fuerza de su tajo. Dakotaraptor tenía un tubérculo flexor más grande en relación con el tamaño total de su garra que el 
de otros dromeosáuridos descubiertos, dándole potencialmente la mayor fuerza de corte de cualquier miembro conocido de este grupo. El tubérculo flexor en la tercera garra del pie es casi inexistente, muy reducido en tamaño en comparación con otros dromeosáuridos, lo que sugiere un uso más limitado de esa garra. Siendo los núcleos óseos de las garras, estas hubieran estado cubiertas de un estuche de queratina que extendería la "uña" y finalizaría en una punta aguda. La tercera garra además tiene una quilla pero es mucho menor con una longitud desde su punta hasta la articulación de siete centímetros y una longitud a lo largo de su curva de nueve centímetros. El surco en su cara externa termina en un túnel óseo en dirección a la punta, una condición rara.

## Descubrimiento e investigación

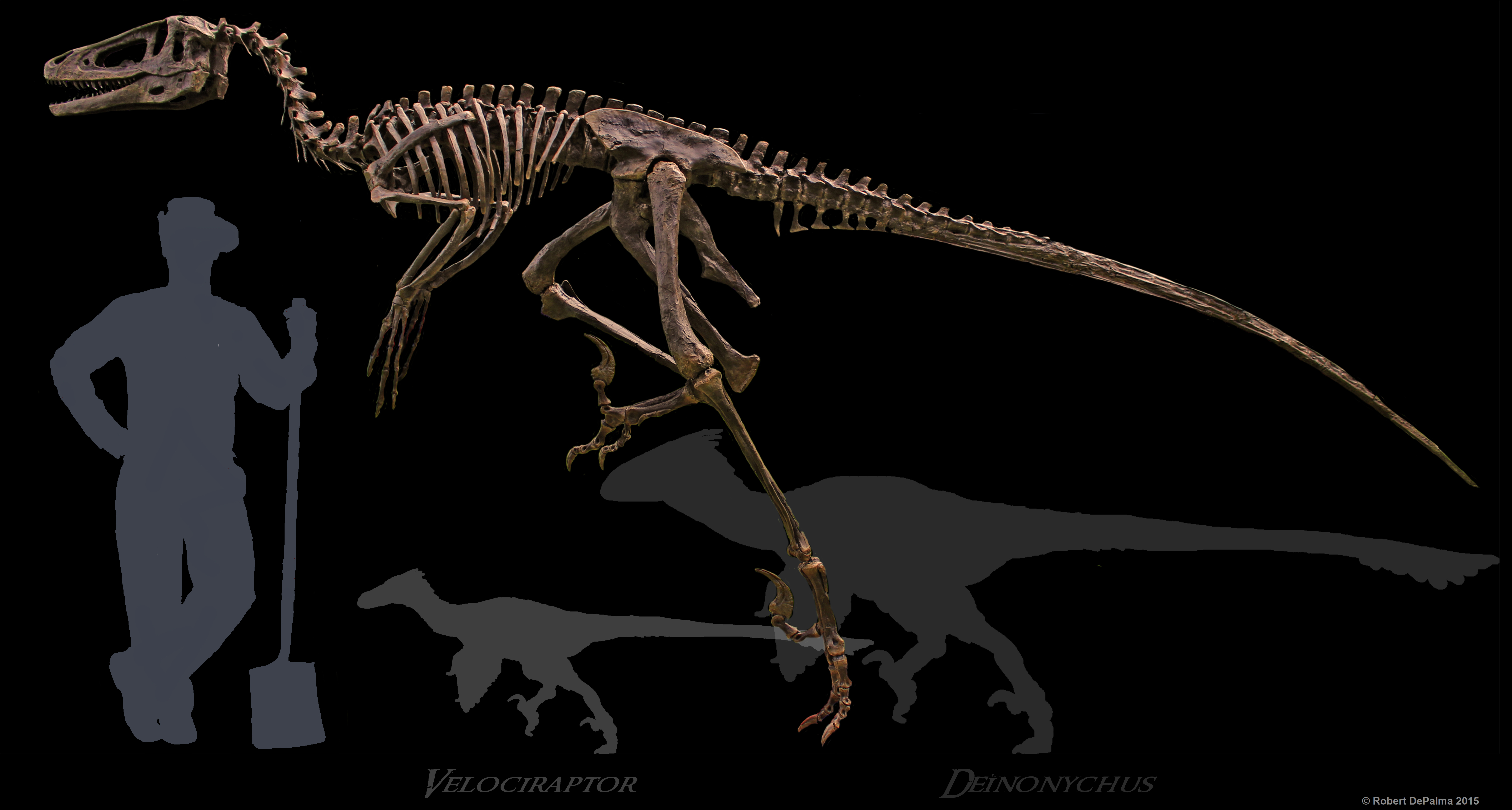
Una réplica restaurada del holotipo de Dakotaraptor comparado con las siluetas de Deinonychus, Velociraptor y un humano.

En 2005, el paleontólogo Robert DePalma descubrió el esqueleto de un gran dromeosáurido en el condado de Harding, en Dakota del Sur. Posteriormente, el mismo sitio produjo restos adicionales de dromeosáuridos, así como otros abundantes fósiles en 2010 que fueron descritos por DePalma en su tesis de maestría.
En 2015, la especie tipo Dakotaraptor steini fue nombrada y descrita por Robert A. DePalma, David A. Burnham, Larry Dean Martin, Peter Lars Larson y Robert Thomas Bakker. El nombre del género combina la referencia a Dakota del Sur y al pueblo dakota con el término en latín raptor, "ladrón". El nombre de la especie homenajea al paleontólogo Walter W. Stein. Dakotaraptor fue uno de los dieciocho taxones de dinosaurios en 2015 publicado en revistas de acceso libre o gratuito.
El holotipo, PBMNH.P.10.113.T, fue hallado en una capa de arenisca de la zona superior de la Formación Hell Creek, que data de finales del Maastrichtiense. Consiste de un esqueleto parcial que carece del cráneo, de un individuo adulto. Contiene una pieza de una vértebra de la espalda, diez vértebras caudales, ambos húmeros, las dos ulnas, ambos radios, el primer y segundo metacarpianos derechos, tres garras de la mano izquierda, un fémur derecho, ambas tibias, un astrágalo derecho, un calcáneo izquierdo, los metatarsianos izquierdos segundo, tercero y cuarto, el cuarto metatarsiano derecho, y la segunda y tercera garra del pie derecho. Una furcula asignada fue luego excluida de la muestra. Aparte de los restos del holotipo, en el sitio se descubrieron huesos que también 
pertenecieron a Dakotaraptor pero que representan un morfo más grácil. Estos incluyen a los especímenes PBMNH.P.10.115.T, una tibia derecha; PBMNH.P.10.118.T, un astrágalo izquierdo conectado con el calcáneo. KUVP 152429 originalmente identificado como fúrcula, pero ahora también excluido de los restos conocidos de Dakotaraptor. Adicionalmente, cuatro dientes aislados también fueron referidos, los especímenes PBMNH.P.10.119.T, PBMNH.P.10.121.T, PBMNH.P.10.122.T, y PBMNH.P.10.124.T. Estos fósiles son parte de la colección del Museo de Historia Natural de Palm Beach. Otros fósiles referidos son KUVP 156045, un diente aislado. NCSM 13170, una tercera supuesta fúrcula fue asignado en un primer momento pero identificada posteriormente como no perteneciente a Dakotaraptor.

## Clasificación

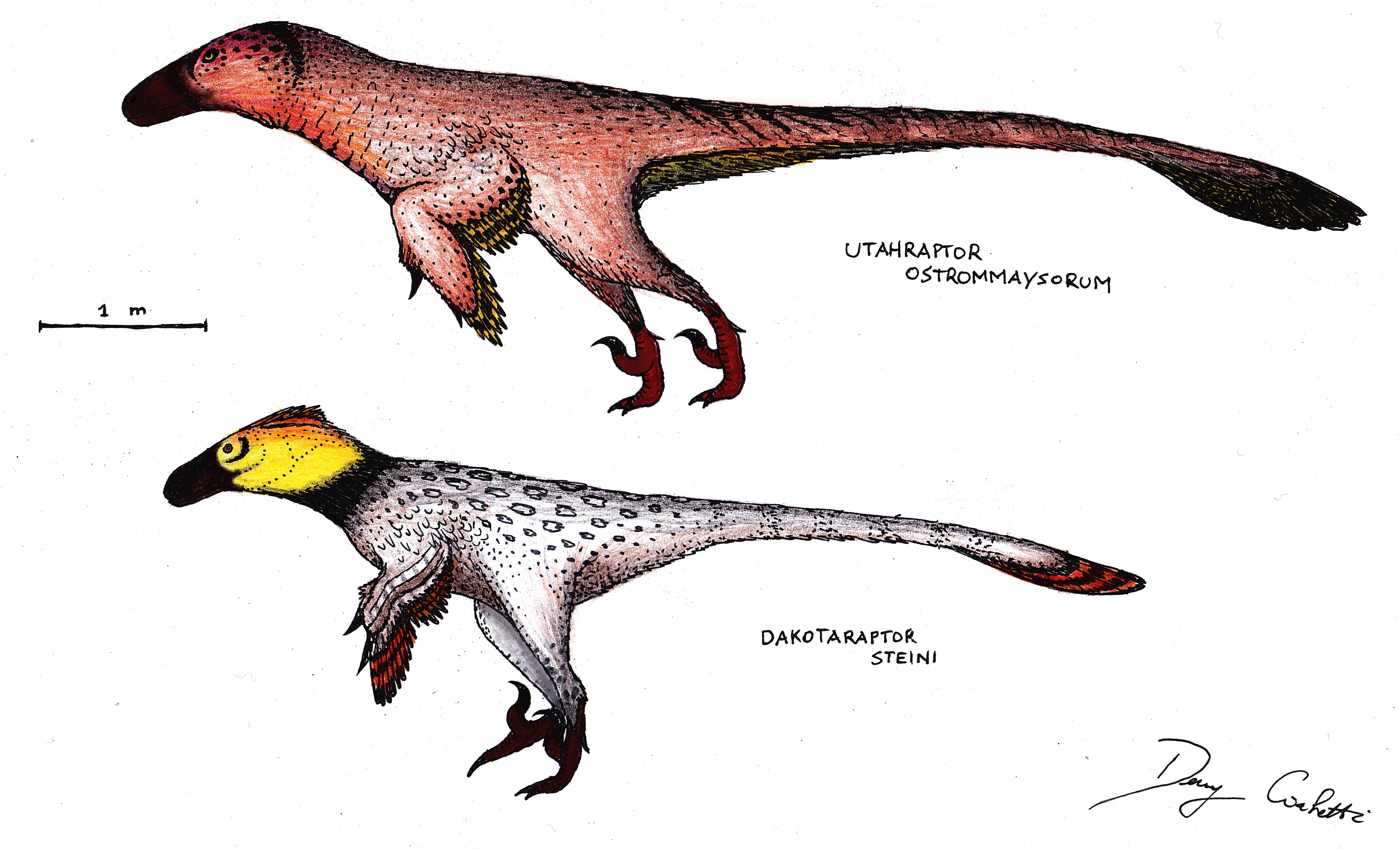
Comparación entre Dakotaraptor (abajo) y Utahraptor (arriba).

Dakotaraptor fue situado en la familia Dromaeosauridae. Un análisis cladístico mostró que era la especie hermana de Dromaeosaurus. A su vez estos forman un clado con Utahraptor, clado en el cual Achillobator era una rama lateral inmediata. A pesar de estar relacionado con otros dromeosáuridos gigantes, se sugirió que Dakotaraptor representaba una cuarta aparición de incremento de tamaño entre los dromeosáuridos, aparte de Deinonychus, Austroraptor, y el clado de Achillobator y Utahraptor.

### Filogenia
|  | Utahraptor                                                     |
|  |                                                                |
|  | \| \| Dakotaraptor \| \| \| \| \| \| Dromaeosaurus \| \| \| \| |
|  |                                                                |
|  | Dakotaraptor                                                   |
|  |                                                                |
|  | Dromaeosaurus                                                  |
|  |                                                                |

|  | Dakotaraptor  |
|  |               |
|  | Dromaeosaurus |
|  |               |

|  | Utahraptor                                                     |
|  |                                                                |
|  | \| \| Dakotaraptor \| \| \| \| \| \| Dromaeosaurus \| \| \| \| |
|  |                                                                |
|  | Dakotaraptor                                                   |
|  |                                                                |
|  | Dromaeosaurus                                                  |
|  |                                                                |

|  | Dakotaraptor  |
|  |               |
|  | Dromaeosaurus |
|  |               |

|  | Utahraptor                                                     |
|  |                                                                |
|  | \| \| Dakotaraptor \| \| \| \| \| \| Dromaeosaurus \| \| \| \| |
|  |                                                                |
|  | Dakotaraptor                                                   |
|  |                                                                |
|  | Dromaeosaurus                                                  |
|  |                                                                |

|  | Dakotaraptor  |
|  |               |
|  | Dromaeosaurus |
|  |               |

|  | Utahraptor                                                     |
|  |                                                                |
|  | \| \| Dakotaraptor \| \| \| \| \| \| Dromaeosaurus \| \| \| \| |
|  |                                                                |
|  | Dakotaraptor                                                   |
|  |                                                                |
|  | Dromaeosaurus                                                  |
|  |                                                                |

|  | Dakotaraptor  |
|  |               |
|  | Dromaeosaurus |
|  |               |

|  | Utahraptor                                                     |
|  |                                                                |
|  | \| \| Dakotaraptor \| \| \| \| \| \| Dromaeosaurus \| \| \| \| |
|  |                                                                |
|  | Dakotaraptor                                                   |
|  |                                                                |
|  | Dromaeosaurus                                                  |
|  |                                                                |

|  | Dakotaraptor  |
|  |               |
|  | Dromaeosaurus |
|  |               |

|  | Utahraptor                                                     |
|  |                                                                |
|  | \| \| Dakotaraptor \| \| \| \| \| \| Dromaeosaurus \| \| \| \| |
|  |                                                                |
|  | Dakotaraptor                                                   |
|  |                                                                |
|  | Dromaeosaurus                                                  |
|  |                                                                |

|  | Dakotaraptor  |
|  |               |
|  | Dromaeosaurus |
|  |               |

|  | Utahraptor                                                     |
|  |                                                                |
|  | \| \| Dakotaraptor \| \| \| \| \| \| Dromaeosaurus \| \| \| \| |
|  |                                                                |
|  | Dakotaraptor                                                   |
|  |                                                                |
|  | Dromaeosaurus                                                  |
|  |                                                                |

|  | Dakotaraptor  |
|  |               |
|  | Dromaeosaurus |
|  |               |

|  | Utahraptor                                                     |
|  |                                                                |
|  | \| \| Dakotaraptor \| \| \| \| \| \| Dromaeosaurus \| \| \| \| |
|  |                                                                |
|  | Dakotaraptor                                                   |
|  |                                                                |
|  | Dromaeosaurus                                                  |
|  |                                                                |

|  | Dakotaraptor  |
|  |               |
|  | Dromaeosaurus |
|  |               |

|  | Utahraptor                                                     |
|  |                                                                |
|  | \| \| Dakotaraptor \| \| \| \| \| \| Dromaeosaurus \| \| \| \| |
|  |                                                                |
|  | Dakotaraptor                                                   |
|  |                                                                |
|  | Dromaeosaurus                                                  |
|  |                                                                |

|  | Dakotaraptor  |
|  |               |
|  | Dromaeosaurus |
|  |               |

|  | Utahraptor                                                     |
|  |                                                                |
|  | \| \| Dakotaraptor \| \| \| \| \| \| Dromaeosaurus \| \| \| \| |
|  |                                                                |
|  | Dakotaraptor                                                   |
|  |                                                                |
|  | Dromaeosaurus                                                  |
|  |                                                                |

|  | Dakotaraptor  |
|  |               |
|  | Dromaeosaurus |
|  |               |

|  | Utahraptor                                                     |
|  |                                                                |
|  | \| \| Dakotaraptor \| \| \| \| \| \| Dromaeosaurus \| \| \| \| |
|  |                                                                |
|  | Dakotaraptor                                                   |
|  |                                                                |
|  | Dromaeosaurus                                                  |
|  |                                                                |

|  | Dakotaraptor  |
|  |               |
|  | Dromaeosaurus |
|  |               |

|  | Utahraptor                                                     |
|  |                                                                |
|  | \| \| Dakotaraptor \| \| \| \| \| \| Dromaeosaurus \| \| \| \| |
|  |                                                                |
|  | Dakotaraptor                                                   |
|  |                                                                |
|  | Dromaeosaurus                                                  |
|  |                                                                |

|  | Dakotaraptor  |
|  |               |
|  | Dromaeosaurus |
|  |               |

|  | Utahraptor                                                     |
|  |                                                                |
|  | \| \| Dakotaraptor \| \| \| \| \| \| Dromaeosaurus \| \| \| \| |
|  |                                                                |
|  | Dakotaraptor                                                   |
|  |                                                                |
|  | Dromaeosaurus                                                  |
|  |                                                                |

|  | Dakotaraptor  |
|  |               |
|  | Dromaeosaurus |
|  |               |

|  | Utahraptor                                                     |
|  |                                                                |
|  | \| \| Dakotaraptor \| \| \| \| \| \| Dromaeosaurus \| \| \| \| |
|  |                                                                |
|  | Dakotaraptor                                                   |
|  |                                                                |
|  | Dromaeosaurus                                                  |
|  |                                                                |

|  | Dakotaraptor  |
|  |               |
|  | Dromaeosaurus |
|  |               |

|  | Utahraptor                                                     |
|  |                                                                |
|  | \| \| Dakotaraptor \| \| \| \| \| \| Dromaeosaurus \| \| \| \| |
|  |                                                                |
|  | Dakotaraptor                                                   |
|  |                                                                |
|  | Dromaeosaurus                                                  |
|  |                                                                |

|  | Dakotaraptor  |
|  |               |
|  | Dromaeosaurus |
|  |               |

|  | Utahraptor                                                     |
|  |                                                                |
|  | \| \| Dakotaraptor \| \| \| \| \| \| Dromaeosaurus \| \| \| \| |
|  |                                                                |
|  | Dakotaraptor                                                   |
|  |                                                                |
|  | Dromaeosaurus                                                  |
|  |                                                                |

|  | Dakotaraptor  |
|  |               |
|  | Dromaeosaurus |
|  |               |

|  | Utahraptor                                                     |
|  |                                                                |
|  | \| \| Dakotaraptor \| \| \| \| \| \| Dromaeosaurus \| \| \| \| |
|  |                                                                |
|  | Dakotaraptor                                                   |
|  |                                                                |
|  | Dromaeosaurus                                                  |
|  |                                                                |

|  | Dakotaraptor  |
|  |               |
|  | Dromaeosaurus |
|  |               |

|  | Utahraptor                                                     |
|  |                                                                |
|  | \| \| Dakotaraptor \| \| \| \| \| \| Dromaeosaurus \| \| \| \| |
|  |                                                                |
|  | Dakotaraptor                                                   |
|  |                                                                |
|  | Dromaeosaurus                                                  |
|  |                                                                |

|  | Dakotaraptor  |
|  |               |
|  | Dromaeosaurus |
|  |               |

|  | Utahraptor                                                     |
|  |                                                                |
|  | \| \| Dakotaraptor \| \| \| \| \| \| Dromaeosaurus \| \| \| \| |
|  |                                                                |
|  | Dakotaraptor                                                   |
|  |                                                                |
|  | Dromaeosaurus                                                  |
|  |                                                                |

|  | Dakotaraptor  |
|  |               |
|  | Dromaeosaurus |
|  |               |

|  | Utahraptor                                                     |
|  |                                                                |
|  | \| \| Dakotaraptor \| \| \| \| \| \| Dromaeosaurus \| \| \| \| |
|  |                                                                |
|  | Dakotaraptor                                                   |
|  |                                                                |
|  | Dromaeosaurus                                                  |
|  |                                                                |

|  | Dakotaraptor  |
|  |               |
|  | Dromaeosaurus |
|  |               |

|  | Utahraptor                                                     |
|  |                                                                |
|  | \| \| Dakotaraptor \| \| \| \| \| \| Dromaeosaurus \| \| \| \| |
|  |                                                                |
|  | Dakotaraptor                                                   |
|  |                                                                |
|  | Dromaeosaurus                                                  |
|  |                                                                |

|  | Dakotaraptor  |
|  |               |
|  | Dromaeosaurus |
|  |               |

|  | Utahraptor                                                     |
|  |                                                                |
|  | \| \| Dakotaraptor \| \| \| \| \| \| Dromaeosaurus \| \| \| \| |
|  |                                                                |
|  | Dakotaraptor                                                   |
|  |                                                                |
|  | Dromaeosaurus                                                  |
|  |                                                                |

|  | Dakotaraptor  |
|  |               |
|  | Dromaeosaurus |
|  |               |

|  | Utahraptor                                                     |
|  |                                                                |
|  | \| \| Dakotaraptor \| \| \| \| \| \| Dromaeosaurus \| \| \| \| |
|  |                                                                |
|  | Dakotaraptor                                                   |
|  |                                                                |
|  | Dromaeosaurus                                                  |
|  |                                                                |

|  | Dakotaraptor  |
|  |               |
|  | Dromaeosaurus |
|  |               |

|  | Utahraptor                                                     |
|  |                                                                |
|  | \| \| Dakotaraptor \| \| \| \| \| \| Dromaeosaurus \| \| \| \| |
|  |                                                                |
|  | Dakotaraptor                                                   |
|  |                                                                |
|  | Dromaeosaurus                                                  |
|  |                                                                |

|  | Dakotaraptor  |
|  |               |
|  | Dromaeosaurus |
|  |               |

|  | Utahraptor                                                     |
|  |                                                                |
|  | \| \| Dakotaraptor \| \| \| \| \| \| Dromaeosaurus \| \| \| \| |
|  |                                                                |
|  | Dakotaraptor                                                   |
|  |                                                                |
|  | Dromaeosaurus                                                  |
|  |                                                                |

|  | Dakotaraptor  |
|  |               |
|  | Dromaeosaurus |
|  |               |

|  | Utahraptor                                                     |
|  |                                                                |
|  | \| \| Dakotaraptor \| \| \| \| \| \| Dromaeosaurus \| \| \| \| |
|  |                                                                |
|  | Dakotaraptor                                                   |
|  |                                                                |
|  | Dromaeosaurus                                                  |
|  |                                                                |

|  | Dakotaraptor  |
|  |               |
|  | Dromaeosaurus |
|  |               |

|  | Utahraptor                                                     |
|  |                                                                |
|  | \| \| Dakotaraptor \| \| \| \| \| \| Dromaeosaurus \| \| \| \| |
|  |                                                                |
|  | Dakotaraptor                                                   |
|  |                                                                |
|  | Dromaeosaurus                                                  |
|  |                                                                |

|  | Dakotaraptor  |
|  |               |
|  | Dromaeosaurus |
|  |               |

|  | Utahraptor                                                     |
|  |                                                                |
|  | \| \| Dakotaraptor \| \| \| \| \| \| Dromaeosaurus \| \| \| \| |
|  |                                                                |
|  | Dakotaraptor                                                   |
|  |                                                                |
|  | Dromaeosaurus                                                  |
|  |                                                                |

|  | Dakotaraptor  |
|  |               |
|  | Dromaeosaurus |
|  |               |

|  | Utahraptor                                                     |
|  |                                                                |
|  | \| \| Dakotaraptor \| \| \| \| \| \| Dromaeosaurus \| \| \| \| |
|  |                                                                |
|  | Dakotaraptor                                                   |
|  |                                                                |
|  | Dromaeosaurus                                                  |
|  |                                                                |

|  | Dakotaraptor  |
|  |               |
|  | Dromaeosaurus |
|  |               |

|  | Utahraptor                                                     |
|  |                                                                |
|  | \| \| Dakotaraptor \| \| \| \| \| \| Dromaeosaurus \| \| \| \| |
|  |                                                                |
|  | Dakotaraptor                                                   |
|  |                                                                |
|  | Dromaeosaurus                                                  |
|  |                                                                |

|  | Dakotaraptor  |
|  |               |
|  | Dromaeosaurus |
|  |               |

|  | Utahraptor                                                     |
|  |                                                                |
|  | \| \| Dakotaraptor \| \| \| \| \| \| Dromaeosaurus \| \| \| \| |
|  |                                                                |
|  | Dakotaraptor                                                   |
|  |                                                                |
|  | Dromaeosaurus                                                  |
|  |                                                                |

|  | Dakotaraptor  |
|  |               |
|  | Dromaeosaurus |
|  |               |

|  | Utahraptor                                                     |
|  |                                                                |
|  | \| \| Dakotaraptor \| \| \| \| \| \| Dromaeosaurus \| \| \| \| |
|  |                                                                |
|  | Dakotaraptor                                                   |
|  |                                                                |
|  | Dromaeosaurus                                                  |
|  |                                                                |

|  | Dakotaraptor  |
|  |               |
|  | Dromaeosaurus |
|  |               |

Un estudio publicado en 2019 por Scott Hartman, Mickey Mortimer, William R. Wahl, Dean R. Lomax, Jessica Lippincott y David M. Lovelace sugiere que Dakotaraptor probablemente es miembro de otra subfamilia de dromeosáuridos, los Unenlagiinae.

|  | Rahonavis                                                  |
|  |                                                            |
|  | \| \| Dakotaraptor \| \| \| \| \| \| Unenlagia \| \| \| \| |
|  |                                                            |
|  | Dakotaraptor                                               |
|  |                                                            |
|  | Unenlagia                                                  |
|  |                                                            |

|  | Dakotaraptor |
|  |              |
|  | Unenlagia    |
|  |              |

|  | Rahonavis                                                  |
|  |                                                            |
|  | \| \| Dakotaraptor \| \| \| \| \| \| Unenlagia \| \| \| \| |
|  |                                                            |
|  | Dakotaraptor                                               |
|  |                                                            |
|  | Unenlagia                                                  |
|  |                                                            |

|  | Dakotaraptor |
|  |              |
|  | Unenlagia    |
|  |              |

|  | Rahonavis                                                  |
|  |                                                            |
|  | \| \| Dakotaraptor \| \| \| \| \| \| Unenlagia \| \| \| \| |
|  |                                                            |
|  | Dakotaraptor                                               |
|  |                                                            |
|  | Unenlagia                                                  |
|  |                                                            |

|  | Dakotaraptor |
|  |              |
|  | Unenlagia    |
|  |              |

|  | Rahonavis                                                  |
|  |                                                            |
|  | \| \| Dakotaraptor \| \| \| \| \| \| Unenlagia \| \| \| \| |
|  |                                                            |
|  | Dakotaraptor                                               |
|  |                                                            |
|  | Unenlagia                                                  |
|  |                                                            |

|  | Dakotaraptor |
|  |              |
|  | Unenlagia    |
|  |              |

|  | Rahonavis                                                  |
|  |                                                            |
|  | \| \| Dakotaraptor \| \| \| \| \| \| Unenlagia \| \| \| \| |
|  |                                                            |
|  | Dakotaraptor                                               |
|  |                                                            |
|  | Unenlagia                                                  |
|  |                                                            |

|  | Dakotaraptor |
|  |              |
|  | Unenlagia    |
|  |              |

|  | Rahonavis                                                  |
|  |                                                            |
|  | \| \| Dakotaraptor \| \| \| \| \| \| Unenlagia \| \| \| \| |
|  |                                                            |
|  | Dakotaraptor                                               |
|  |                                                            |
|  | Unenlagia                                                  |
|  |                                                            |

|  | Dakotaraptor |
|  |              |
|  | Unenlagia    |
|  |              |

|  | Rahonavis                                                  |
|  |                                                            |
|  | \| \| Dakotaraptor \| \| \| \| \| \| Unenlagia \| \| \| \| |
|  |                                                            |
|  | Dakotaraptor                                               |
|  |                                                            |
|  | Unenlagia                                                  |
|  |                                                            |

|  | Dakotaraptor |
|  |              |
|  | Unenlagia    |
|  |              |

|  | Rahonavis                                                  |
|  |                                                            |
|  | \| \| Dakotaraptor \| \| \| \| \| \| Unenlagia \| \| \| \| |
|  |                                                            |
|  | Dakotaraptor                                               |
|  |                                                            |
|  | Unenlagia                                                  |
|  |                                                            |

|  | Dakotaraptor |
|  |              |
|  | Unenlagia    |
|  |              |

### Posible sinonimia conAcheroraptor
Acheroraptor temertyorum es otro terópodo de la Formación Hell Creek, nombrado en 2013 a partir de una mandíbula, un maxilar y algunos dientes. Acheroraptor fue diagnosticado por múltiples características, incluyendo la posesión de bordes en los dientes. Los dientes son las únicas características comparables entre Acheroraptor y Dakotaraptor. Sin embargo Acheroraptor es significativamente más pequeño, y difiere de Dakotaraptor solo en que posee crestas verticales en las coronas de los dientes. Andrea Cau señaló que Dakotaraptor es conocido de individuos de diferentes tamaños, y algunos de especímenes menores son ya completamente adultos, y es posible que esta diferencia signifique que Dakotaraptor es simplemente una especie diferente o un morfo gigante de Acheroraptor. Un análisis filogenético presentado por Cau, aunque basado en especímenes fragmentarios, no obtuvo una relación cercana entre ambos taxones.

## Paleobiología

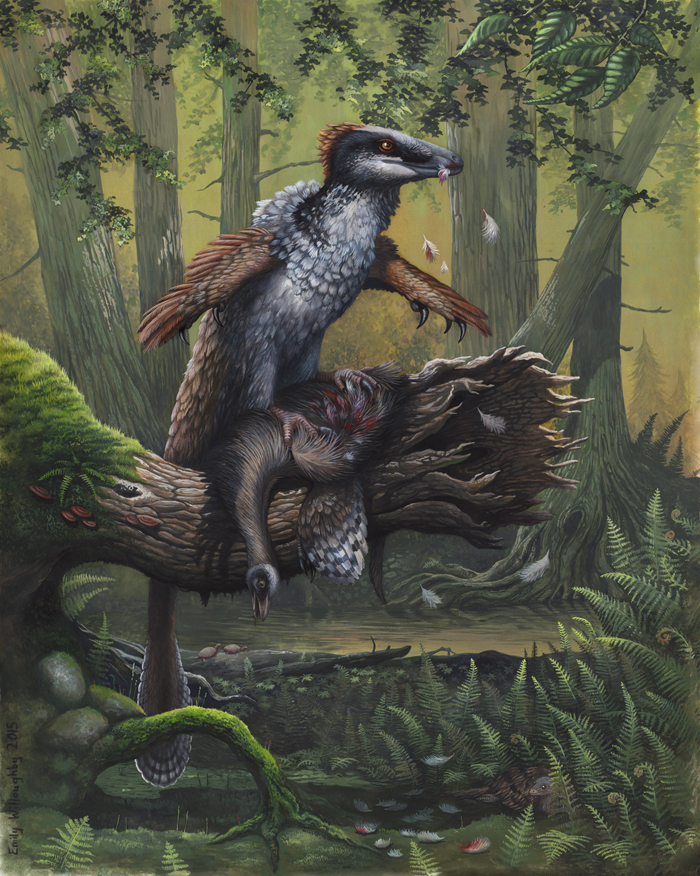
Dakotaraptor puede haber usado sus brazos para mantener su balance mientras subyugaba a su presa; en este caso, un Ornithomimus.

### Nicho ecológico
Dakotaraptor es el primer depredador de tamaño mediano descubierto en la Formación Hell Creek, intermedio en longitud entre los gigantescos tiranosáuridos como Tyrannosaurus y los deinonicosaurios más pequeños como Acheroraptor. Si se daba el caso de que cooperara en grupos para cazar, pudo haber depredado a herbívoros grandes, posiblemente compitiendo con los tiranosáuridos subadultos en el rango de seis a nueve metros de longitud. Ya que su tibia era más larga que su fémur, Dakotaraptor pudo haber tenido una buena capacidad corredora, llenando el nicho del depredador de persecución. La garra con quilla del segundo dedo del pie, la "garra asesina", era usada para derribar a las presas y tenía un tubérculo flexor más grande que el de Utahraptor. Por su parte, la tercera garra del pie era de tamaño pequeño comparada con la de sus demás parientes y no parece haber tenido una función importante al atacar animales de presa.

### Dimorfismo sexual
Dos morfos, uno robusto y otro grácil, estaban presentes en el material fósil. Un estudio de la histología de sus huesos mostró que ambos morfos eran adultos, por lo que la constitución ligera de algunos de los huesos no se debía a estar en una etapa juvenil. Las patologías o la variación individual podrían explicar la diferencia pero la explicación más sencilla es el dimorfismo sexual. No puede deducirse sin embargo, cual sería el macho y cual la hembra.

### Plumas
En la ulna en el antebrazo, se situaban las amplias papilas ulnares o prominencias para los cañones de las grandes plumas penáceas. Los individuos adultos de Dakotaraptor eran demasiado pesados para volar. A pesar de esta condición no voladora, las plumas no se habían reducido. Hay una variedad de posibles funciones alternativas para sus alas, incluyendo la protección de los huevos en el nido, exhibirse, la intimidación y mantener el balance mientras atacaba a una presa con la garra asesina. Sin embargo, estas funciones no necesitaban de las papilas ulnares y los autores de su descripción consideraron probable que  Dakotaraptor descendiera de un pequeño ancestro planeador el cual las tenía.